# Mizuho Corporate Bank
Корпоративный банк Мидзухо (яп. 株式会社みずほコーポレート銀行 кабусики-гайся мидзухо ко:порэ:то гинко:) — дочерняя компания финансовой группы Мидзухо, бывшая вторым по величине конгломератом финансовых услуг в Японии до реинтеграции инвестиционных банковских услуг Банком Мидзухо в июле 2013 года.
Mizuho Corporate Bank был создан в апреле 2002 года в результате слияния Dai-Ichi Kangyo Bank и корпоративным инвестиционно-банковским подразделением банка Fuji Bank, а также с Industrial Bank of Japan. 100 % акций принадлежало финансовой группе Мидзухо.
Штаб-квартира располагалась в квартале Отэмати района Тиёда в Токио.
Mizuho Corporate Bank был основным игроком на финансовых рынках и среди японских ведущих корпоративных и инвестиционных банков по доле рынка, его поддерживал кредитный рейтинг и финансовая стабильность финансовой группы Мидзухо. Брокерское дочернее общество Mizuho Securities также является первичным дилером на рынке казначейских ценных бумаг США (United States Treasury security).
Корпоративный банк Мидзухо открыл филиал в китайском городе Уси в 2006 году для поддержания связей с японскими компаниями, работающими в городе. Корпоративный банк Мидзухо был первым иностранным банком, у которого появился филиал в Уси. У банка также есть филиал на Филиппинах.